# CoreLeoni
CoreLeoni ist eine Schweizer Hard-Rock/Classic-Rock-Band aus Lugano, die von Gitarrist Leo Leoni geleitet wird. Das Repertoire der Gruppe besteht hauptsächlich aus Songs der Frühphase der Band Gotthard, deren Leiter ebenfalls Leoni ist.

## Bandgeschichte
CoreLeoni wurde 2017 von Gotthard-Gitarrist Leo Leoni anlässlich des 25-jährigen Jubiläums des ersten selbstbetitelten Gotthard-Debütalbums gegründet. Ziel war es, die Songs des Albums wie Downtown, Firedance, Higher, Here Comes the Heat und In the Name zu neuer Geltung zu bringen, da diese nur noch selten live gespielt wurden.
Der Bandname ist ein Wortspiel aus dem Namen der sizilianischen Stadt Corleone, was übersetzt Löwenherz bedeutet und der Zusammensetzung des Wortes Core (Ital. für Herz) und dem Nachnamen des Bandleaders. Im Bandlogo ist ein Löwenkopf enthalten. 
Die Band wurde von Frontiers Music unter Vertrag genommen. Das erste Album des Projekts mit dem Titel The Greatest Hits Part 1 entstand unter Mitwirkung des Rainbow-Sängers Ronnie Romero. Leoni und Romero hatten sich 2014 kennengelernt, als Romeros Band Lords of Black im Vorprogramm von Gotthard spielte.
Zum ersten CoreLeoni-Line-up gehörten auch Igor Gianola (ex-U.D.O.), Mila Merker (Soulline) und Schlagzeuger Hena Habegger von Gotthard. Das Album erreichte Platz 3 der Schweizer Charts. 2018 spielte die Band unter anderem auch bei Bang Your Head in Balingen sowie bei Rock the Ring.
2019 veröffentlichte die Band mit II ein weiteres Album. Dieses enthielt neben alten Gotthard-Songs in neuem Gewand zwei neue Songs sowie das John-Lee-Hooker-Cover Boom Boom. Zum Song Queen of Hearts wurde ein Video gedreht. Das Album erschien im September 2019 über AFM Records. Es erreichte Platz 67 der deutschen Charts.
Die Band ist parallel zu Gotthard seit 2018 auf Tournee; auch das Live-Repertoire besteht hauptsächlich aus den Songs der rockigeren ersten Gotthard-Alben sowie einigen neuen Kompositionen in ähnlichem Stil. 2020 verließ Ronnie Romero die Band und wurde durch den Sänger Eugent Bushpepa ersetzt, der 2022 das Album III eingesungen hat.

## Diskografie
| Jahr | Titel Musiklabel                                    | Höchstplatzierung, Gesamtwochen, AuszeichnungChartplatzierungen (Jahr, Titel, Musiklabel, Platzierungen, Wochen, Auszeichnungen, Anmerkungen) | Höchstplatzierung, Gesamtwochen, AuszeichnungChartplatzierungen (Jahr, Titel, Musiklabel, Platzierungen, Wochen, Auszeichnungen, Anmerkungen) | Anmerkungen                              |
| Jahr | Titel Musiklabel                                    | DE | CH | Anmerkungen                              |
| ---- | --------------------------------------------------- | --- | --- | ---------------------------------------- |
| 2018 | The Greatest Hits Part 1 Frontiers Music / Soulfood | — | CH3 (3 Wo.)CH | Erstveröffentlichung: 23. Februar 2018   |
| 2019 | II AFM Records                                      | DE67 (1 Wo.)DE | CH6 (5 Wo.)CH | Erstveröffentlichung: 27. September 2019 |
| 2022 | III Atomic Fire                                     | DE39 (1 Wo.)DE | CH2 (4 Wo.)CH | Erstveröffentlichung: 20. Mai 2022       |
| 2023 | Alive Atomic Fire                                   | — | CH13 (1 Wo.)CH | Erstveröffentlichung: 27. Oktober 2023   |